# Corregidor (ruolo)
Il corregidor era un funzionario reale, istituito in Castiglia da Enrico III intorno al 1393. Il suo compito era rappresentare la Corona spagnola nell'ambito municipale. 
Le sue funzioni erano varie: rappresentare la monarchia a livello locale; gestire lo sviluppo economico e amministrativo dei municipi; presiedere la giunta municipale, convalidando le sue decisioni; fare le funzioni di giudice in prima o seconda istanza; e altre. La figura scomparve nel 1833 con l'instaurarsi dei governatori politici a livello amministrativo e con le riforme del sistema giudiziario.
Nelle colonie americane, in particolare in Cile, i corregidores imprimevano il proprio incarico sui documenti e nelle cerimonie, indicando le facoltà di cui erano investiti. Di fatto, una formula ricorrente di appellarsi era «Justicia mayor y lugarteniente de capitán general», che stava a significare che nei territori in cui esercitavano il mandato, avevano pieno diritto di amministrare la giustizia e di comandare le forze militari.
Con l'avvento dei Borboni in Spagna, il corregidor fu rimpiazzato da una figura di maggior prestigio, l'intendente; in ambito più locale entrarono in funzione i sottodelegati.